# Stand Up and Fight (film)
Stand Up and Fight is een Amerikaanse western uit 1939 onder regie van W.S. Van Dyke. Destijds werd de film in Nederland uitgebracht onder de titel Slavenjacht.

## Verhaal
Een plantage-eigenaar en een spoorwegbedrijf spannen samen om een postkoetslijn op te heffen. De eigenaar van de postkoetslijn geeft zich niet zomaar gewonnen. Door de moord op een slavenhandelaar moeten ze gaan samenwerken.

## Rolverdeling
| Acteur            | Personage             |
| ----------------- | --------------------- |
| Wallace Beery     | Boss Starkey          |
| Robert Taylor     | Blake Cantrell        |
| Florence Rice     | Susan Griffith        |
| Helen Broderick   | Amanda Griffith       |
| Charles Bickford  | Arnold                |
| Barton MacLane    | Crowder               |
| Charley Grapewin  | Puff                  |
| John Qualen       | Davy                  |
| Robert Gleckler   | Sheriff Barney        |
| Clinton Rosemond  | Enoch                 |
| Cy Kendall        | Ross                  |
| Paul Everton      | Phillip Allan         |
| Claudia Morgan    | Carolyn Talbot        |
| Selmer Jackson    | Whittingham P. Talbot |
| Robert Middlemass | Harkrider             |
| Jonathan Hall     | Kolonel Webb          |